# Bassin (Maastricht)
Het Bassin (Maastrichts: Besing) is een 19e-eeuwse binnenhaven en tevens de naam van een straat in het centrum van de Nederlandse stad Maastricht. Het Bassin is gelegen ten noorden van het Boschstraatkwartier en is gedeeltelijk onderdeel van de nieuwe cultuurwijk Sphinxkwartier. De bebouwing aan de noord- en oostzijde heeft als adres Bassin of Maasmolendijk; aan de zuid- en westzijde is dat Bassinkade. De Bassinbrug deelt de haven in tweeën.
De L-vormige haven wordt vaak gezien als het zuidelijk eindpunt van de Zuid-Willemsvaart, maar is feitelijk een onderdeel daarvan. De Zuid-Willemsvaart is voorbij het Bassin via sluis 20 verbonden met de Maas. 

## Geschiedenis
Het Bassin is in de jaren 1824-26 gegraven op de plek waar tot de inname van Maastricht door de Franse revolutionairen het uitgestrekte kloostercomplexen van de Commanderij Nieuwen Biesen van de ridders van de Duitse Orde lag. De voorbereidingen waren al in de Franse tijd (1794-1814) begonnen. De haven was het sluitstuk van de 123 km lange Zuid-Willemsvaart, waarvan de aanleg in 1817 was gestart, en verbond dit kanaal via een sluis met de rivier de Maas. Al na drie jaar bleek de havenkom te klein. De verbinding tussen het Bassin en de Zuid-Willemsvaart, dwars door de gordel van vestingwerken van Maastricht, was gecompliceerd. De lange, bochtige en gewelfde doorvaart tussen de verschillende buitenwerken in de Nieuwe Bossche Fronten vormde een hindernis voor het scheepvaartverkeer. Vanaf 1850 was het Bassin tevens verbonden met het in dat jaar geopende Kanaal Luik-Maastricht. Om die verbinding tot stand te brengen moest de gotische Antonietenkerk, die op dat moment al sterk in verval was, worden gesloopt.
De ingebruikname van de Zuid-Willemsvaart en het Bassin zorgde voor de noodzakelijke ontsluiting van de stad en stimuleerde de industriële ontwikkeling in dit deel van Maastricht. De glas- en aardewerkfabrieken van Petrus I Regout begonnen vanaf de jaren 1830 aan een gestage expansie. Vanaf 1850 kwam daar de papierfabriek van Lhoëst & Weustenraad bij, de latere Koninklijke Nederlandse Papierfabriek. Aanvankelijk waren er geen kades rondom de havenkom, maar schuin aflopende aarden taluds. Het hoogteverschil met de Boschstraat bedroeg vijf meter. Op initiatief van Regout werd een hellingbaan en een fabrieksspoorlijntje aangelegd, waarna de wagons met behulp van een stoomlier de helling opgetrokken konden worden. Vanaf 1857 werden stenen kademuren opgemetseld, waarin de omstreeks 1840 ontstane werfkelders werden opgenomen.

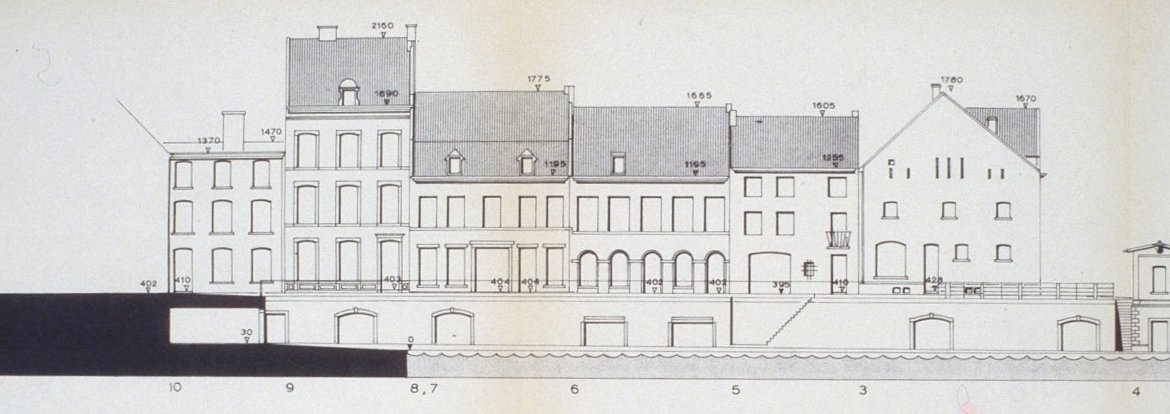
De rond 1980 gesloopte westwand

In de tweede helft van de 20e eeuw nam het economisch belang van het Bassin sterk af, vooral na de aanleg van de Beatrixhaven omstreeks 1950 en de demping van het Kanaal Luik-Maastricht rond 1960. In de jaren 60 was er sprake van demping van de haven ten behoeve van een nieuwe toegangsweg tot de stad, de Maasboulevard. Die weg kwam er in 1978 wel, maar werd via een brug over de haven aangelegd, de Bassinbrug.
Het Bassin raakte in de naoorlogse periode steeds meer in verval. De Timmerfabriek van Sphinx aan de noordzijde kwam na de bouw van een nieuw kantoor en showrooms in de jaren 50 gedeeltelijk leeg te staan. Het Landbouwbelang aan de oostzijde staakte in de jaren 70 de graanoverslag. In 1978 brandde een cafépand volledig uit. Kort daarna werd de bebouwing aan de westzijde gesloopt en vervangen door een appartementengebouw. Enkele panden aan de zuidzijde bleven bewaard en werden gerestaureerd. Nabij de hoek van de Van Hasseltkade verrezen twee kantoorgebouwen. De haven zelf werd in de jaren 90 opgeknapt. Aan de zuid- en westzijde werden de werfkelders hersteld en steigers voor plezierjachten gebouwd. Na de heringebruikstelling van Sluis 20 is de haven sinds 2001 in gebruik voor de pleziervaart.
In 2021 presenteerde de Gemeente Maastricht plannen om de Maasboulevard alsnog in noordelijke richting door te trekken en deze, via het westelijk deel van de Fransensingel, aan te sluiten op de Bosscherweg en de Noorderbrug. Het nieuwe tracé werd mogelijk door de aankoop van een deel van het fabrieksterrein van Sappi. Door het omleggen van de Maasboulevard zal de Bassinbrug sterk worden ontlast. Wel wordt mogelijk de historische affuitenloods gesloopt. Aangezien de plannen voor de Sneltram Hasselt - Maastricht in 2022 definitief afketsten, bestaat de mogelijkheid om de Bassinbrug, die niet langer nodig is voor de tram, te slopen.

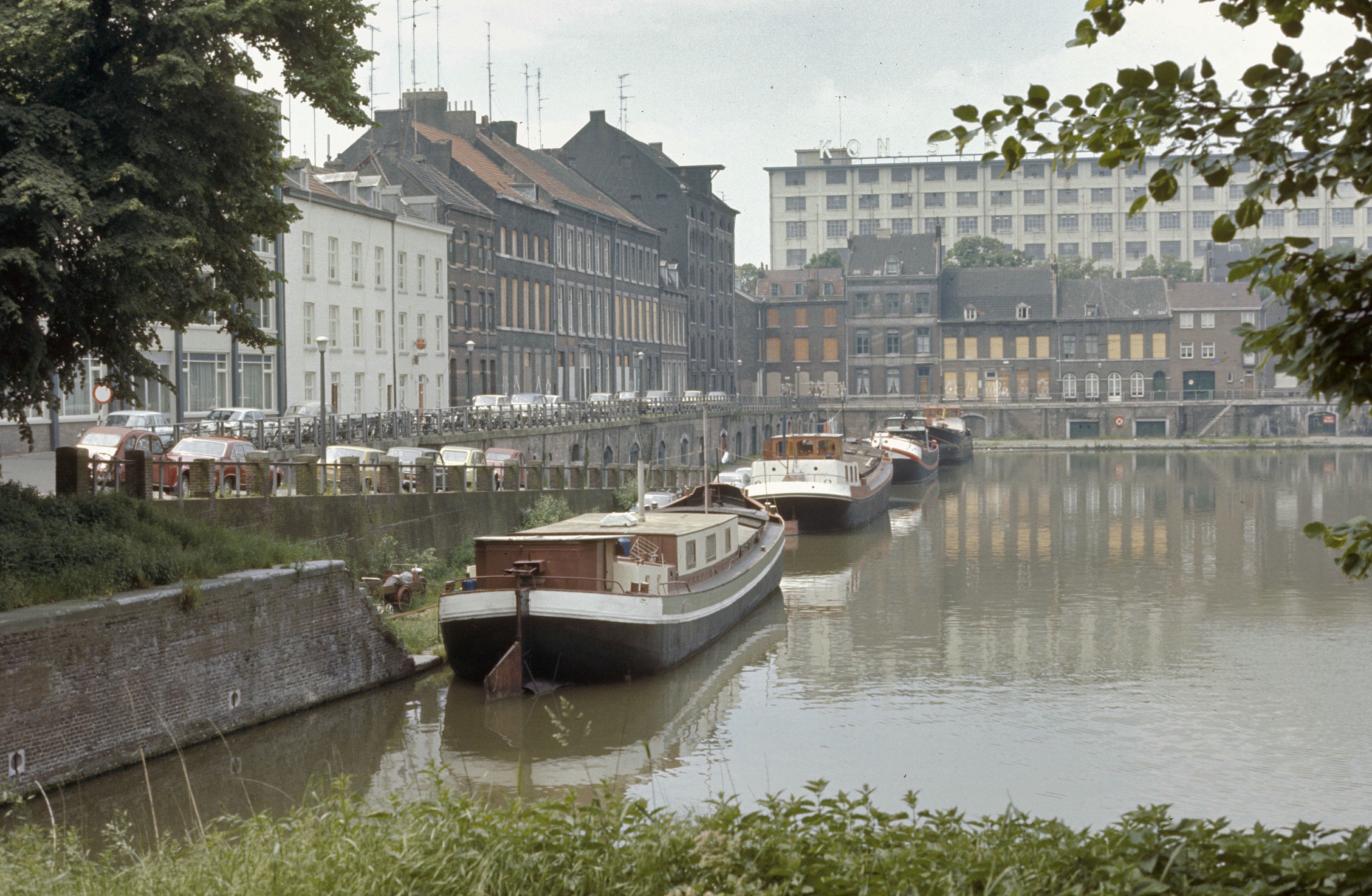
Het Bassin in verval, 1975(?)
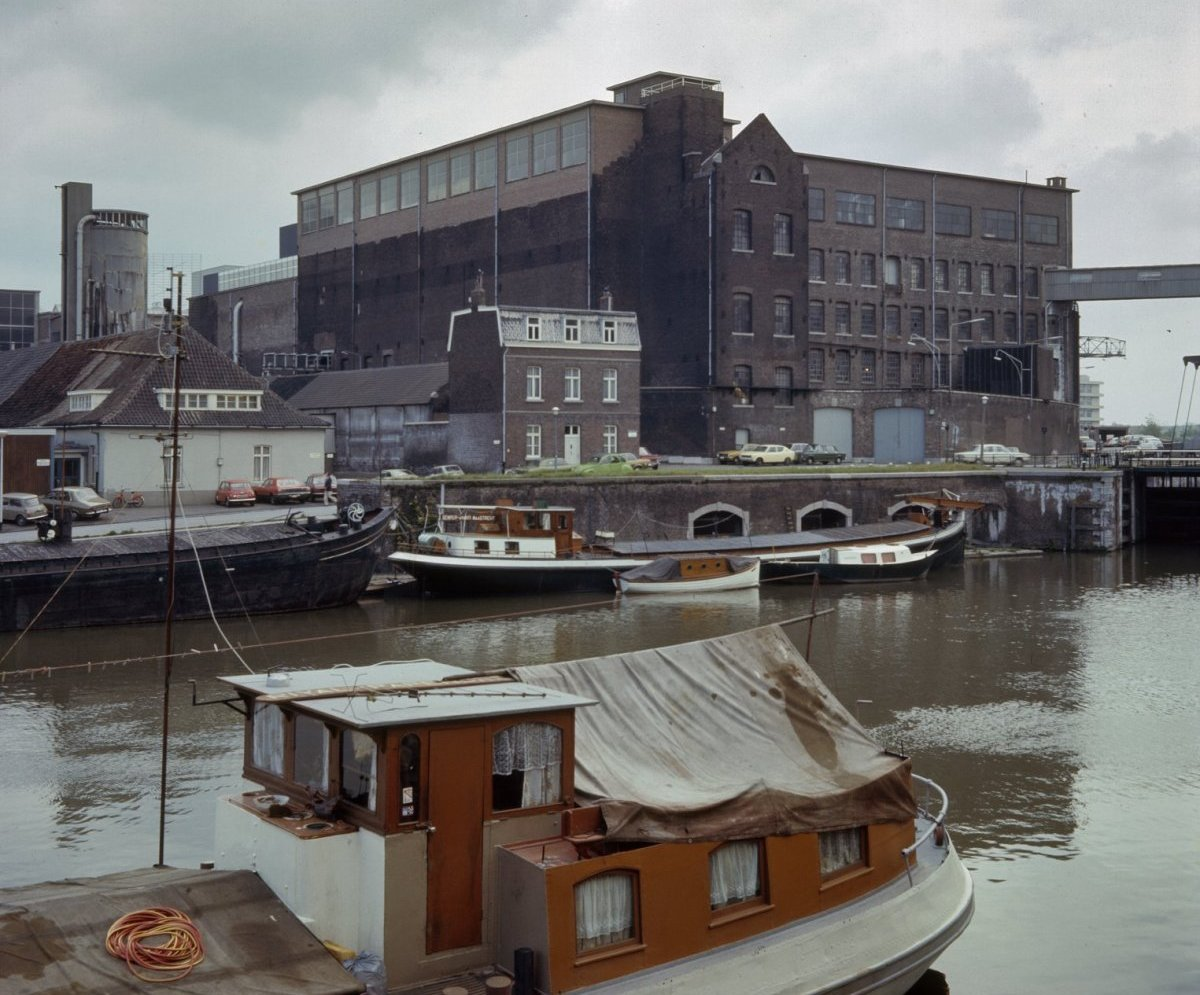
Papierfabriek, 1975
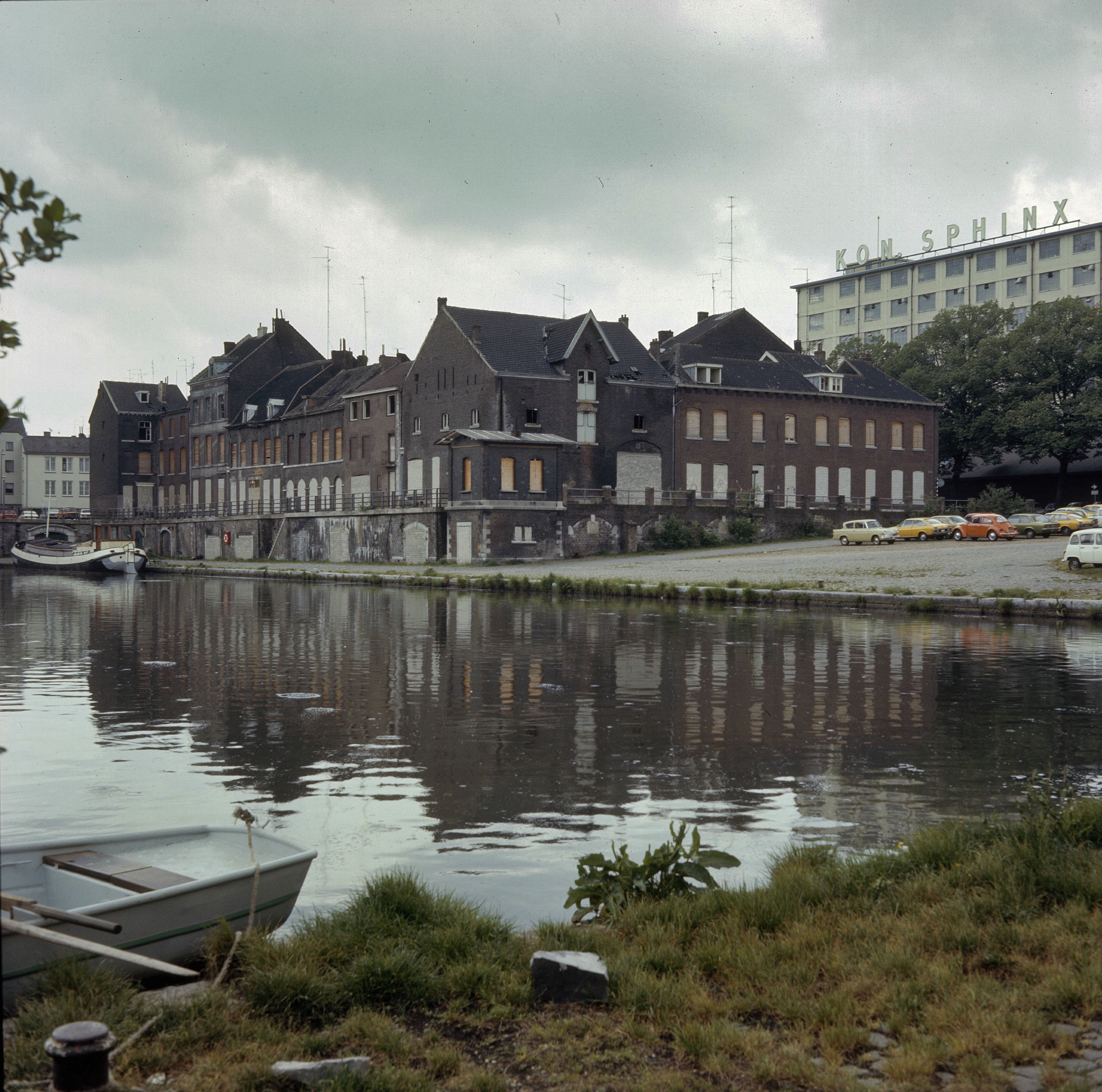
Gesloopte westwand, 1975
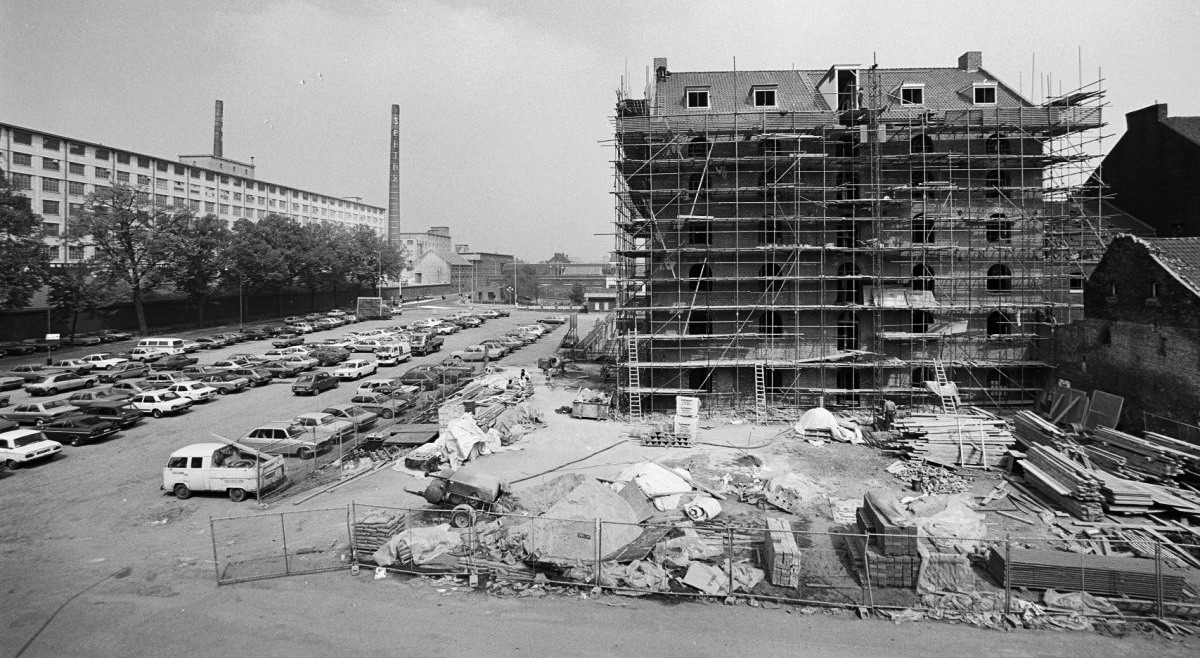
Restauratie pakhuis, 1981

## Erfgoed

### Haven, sluizen en kades
Veel van de havenaanleg van het Bassin dateert nog uit het begin of het midden van de 19e eeuw. De hoge en lage kades, de kademuren met trappen en werfkelders, het havenmeestershuisje en de hellingbaan aan de kant van de Boschstraat geven een indruk hoe het Bassin in deze periode functioneerde. Aan de kant van de Maas is Sluis 20 uit 1826 bewaard gebleven. De dubbele houten sluisdeuren en de bijbehorende ophaalbrug zijn in 1931 vernieuwd. Het sluiswachtershuisje dateert waarschijnlijk uit deze periode. De bedieningsinstallaties van sluisdeuren en brug zijn nog aanwezig. In de haven werd in 2003 een sculpturale fontein van Pie Sijen en Caius Spronken geïnstalleerd .

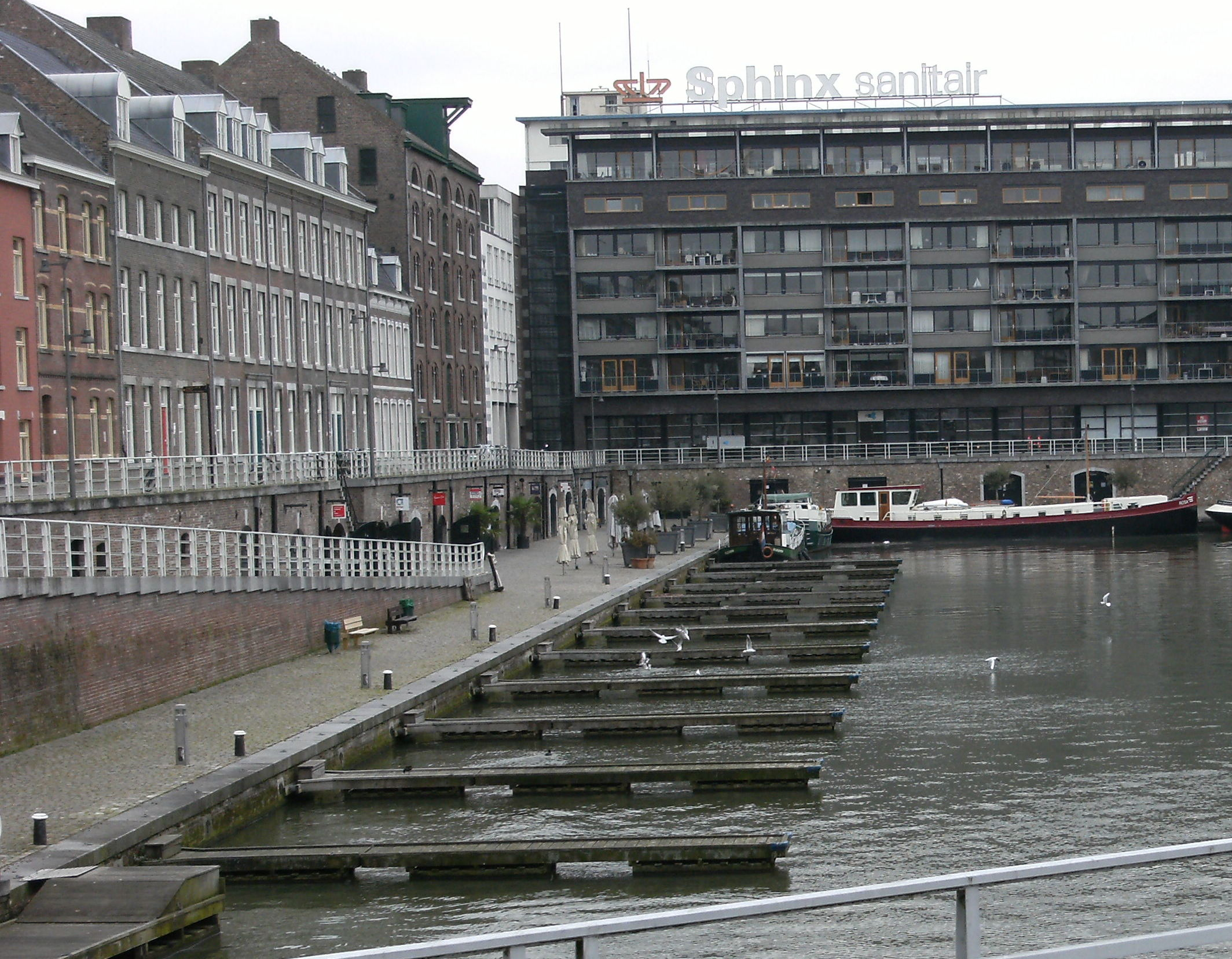
Haven met kades en steigers
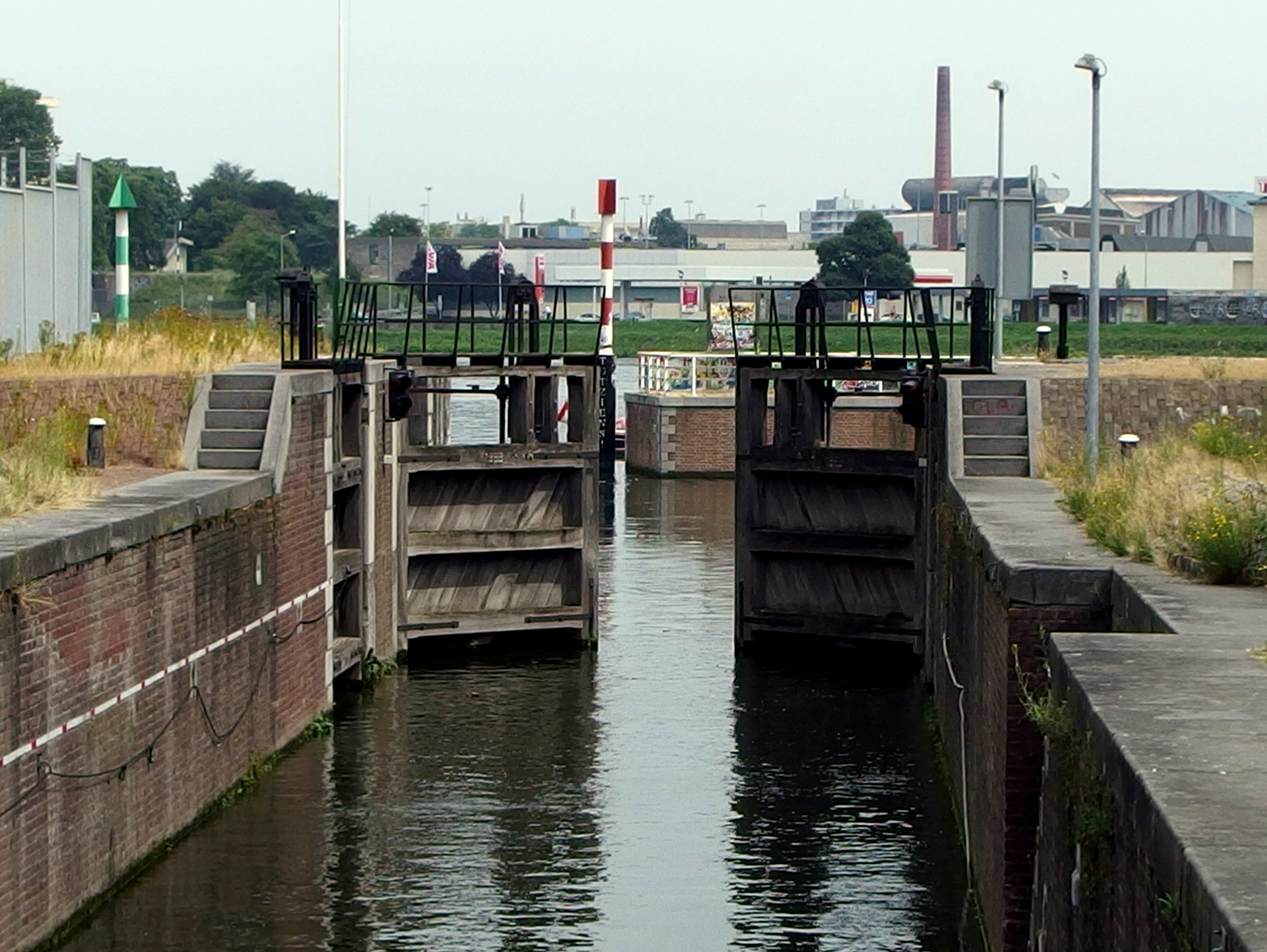
Sluis 20
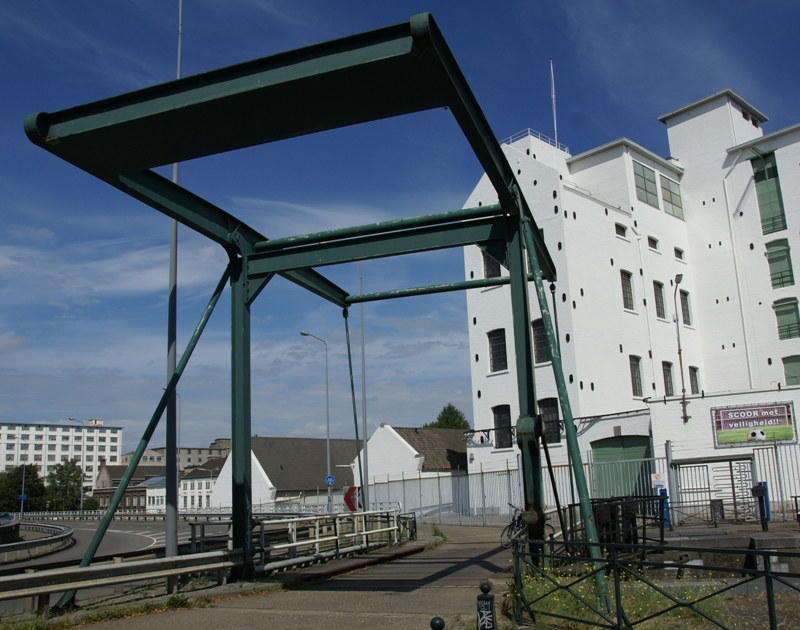
Ophaalbrug
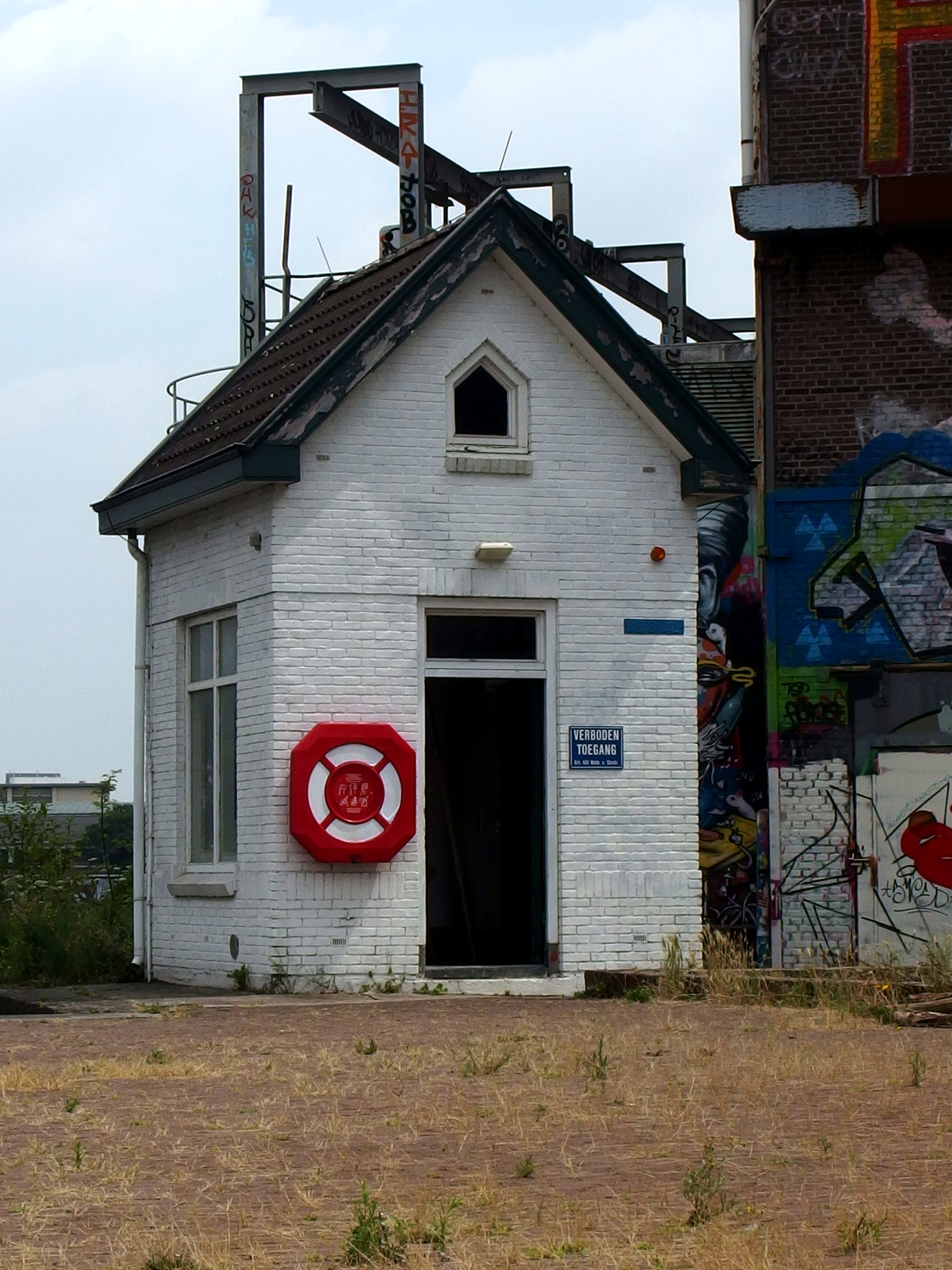
Sluiswachtershuisje

### Bebouwing noord- en oostzijde
Aan de noordzijde van het Bassin liggen een aantal gebouwen van de Koninklijke Sphinx en de nog in gebruik zijnde papierfabriek van KNP/Sappi. Eerstgenoemd bedrijf verliet de Boschstraat en het Bassingebied definitief in 2006. De Timmerfabriek van De Sphinx is nu de kern van de nieuwe 'cultuurfabriek' van Maastricht, met onder andere de Muziekgieterij en Bureau Europa in de voormalige magazijnen uit 1905, en Cinema Lumière in het Hennebiquegebouw (1906), de elektriciteitscentrale (1910) en de achterliggende ketelhuizen (1910, 1933). Vooral de elektriciteitscentrale is een mooi voorbeeld van utilitaire fabrieksbouw met aandacht voor details in de vorm van siermetselwerk en gietijzeren decoraties. De affuitenloods uit circa 1825 is een overblijfsel uit de tijd dat dit een militair gebied was. Het gebouw was aanvankelijk bedoeld voor de opslag van kanonnen en munitie. Het Rijk verkocht de loods in 1878 aan de papierfabriek, die er arbeidershuisjes in onderbracht (de "witte huisjes"). De Blekerij is het oudste deel van de papierfabriek. Het L-vormige gebouw uit 1859-61 werd in 1883 verhoogd. Hoewel het complex omstreeks 1980 wit geschilderd werd, zijn de verschillende bouwfasen nog duidelijk te onderscheiden. Het naastgelegen Landbouwbelang is een grote bakstenen graansilo uit 1939. 

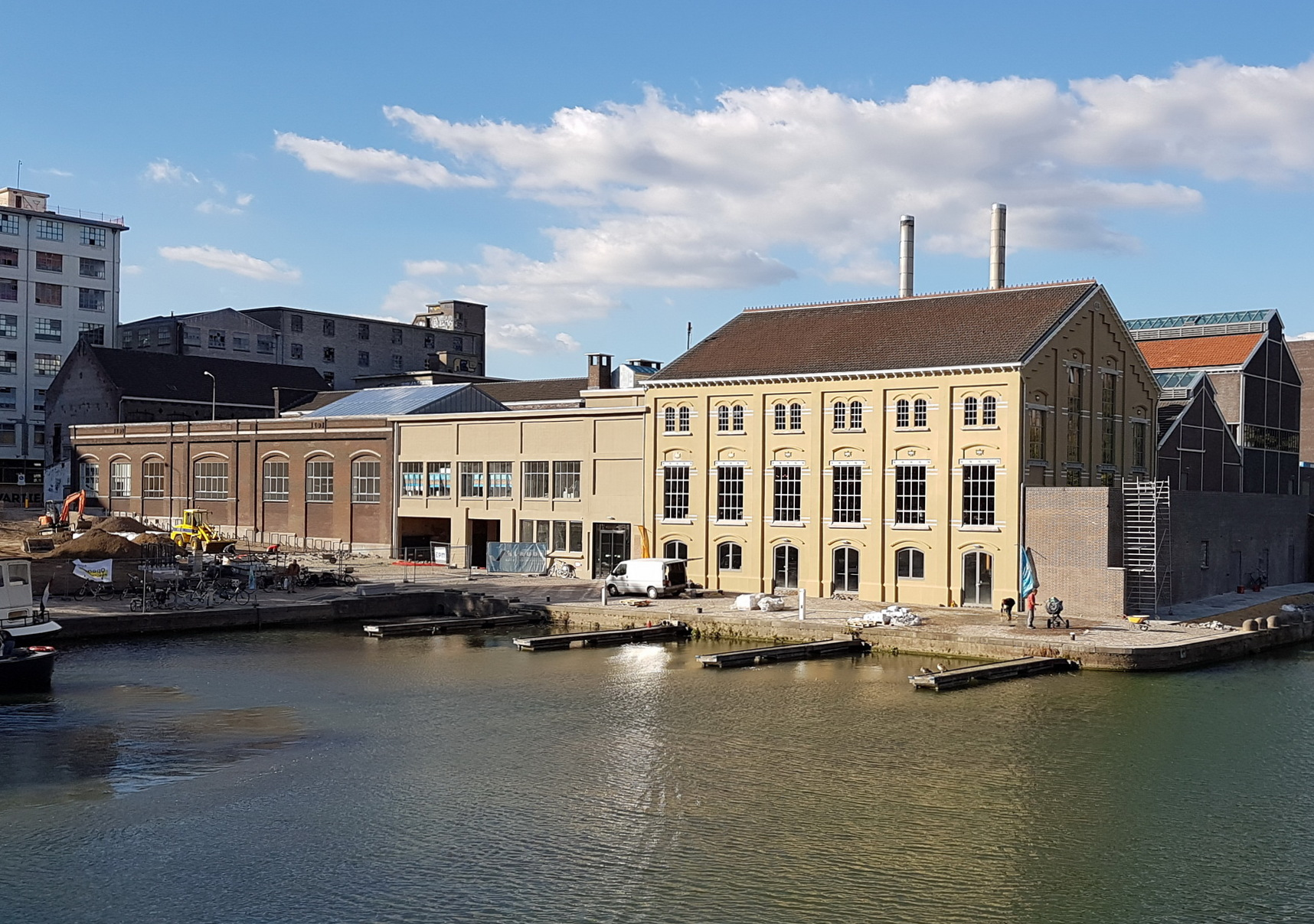
Timmerfabriek
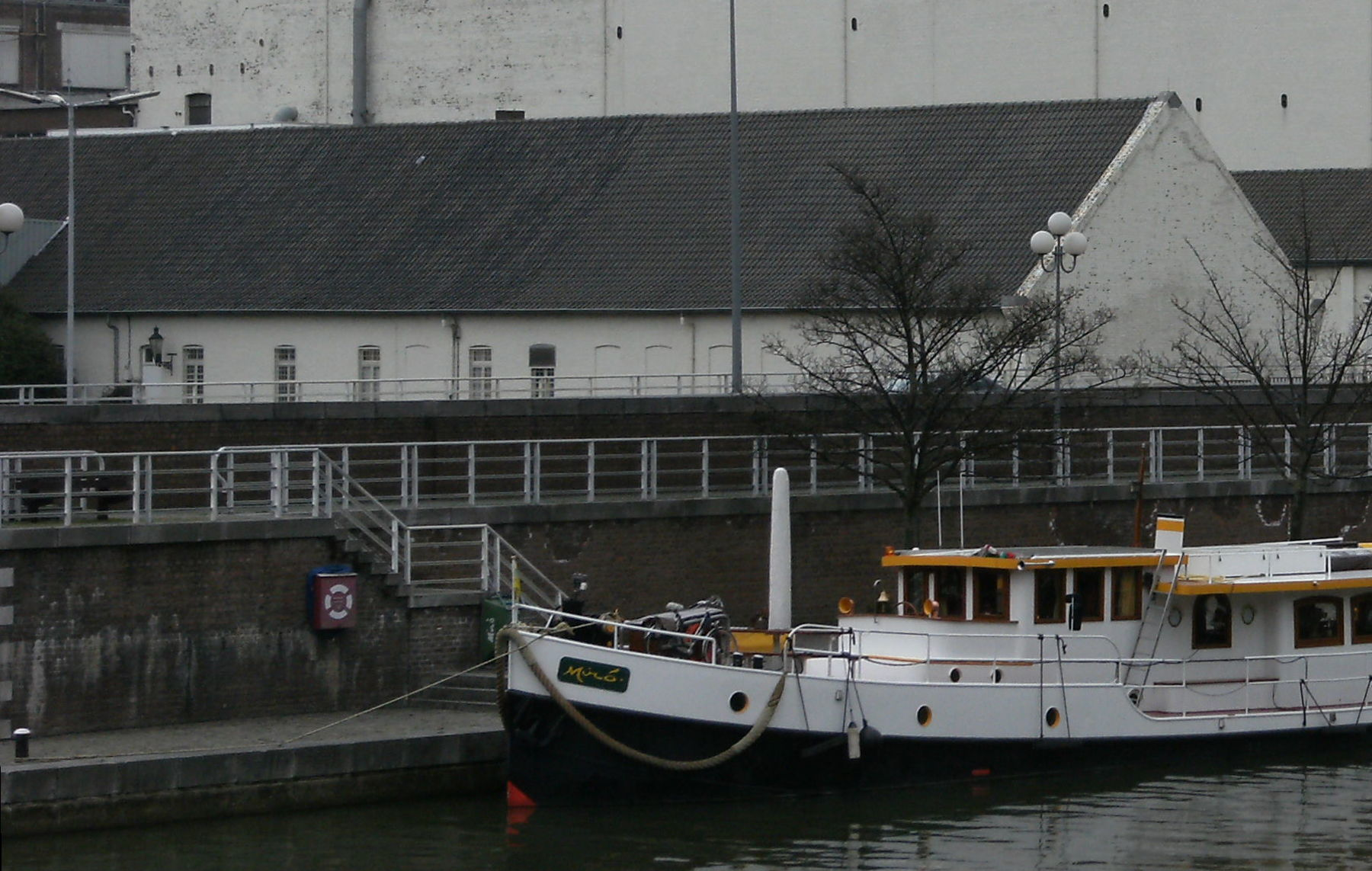
Affuitenloods Sappi
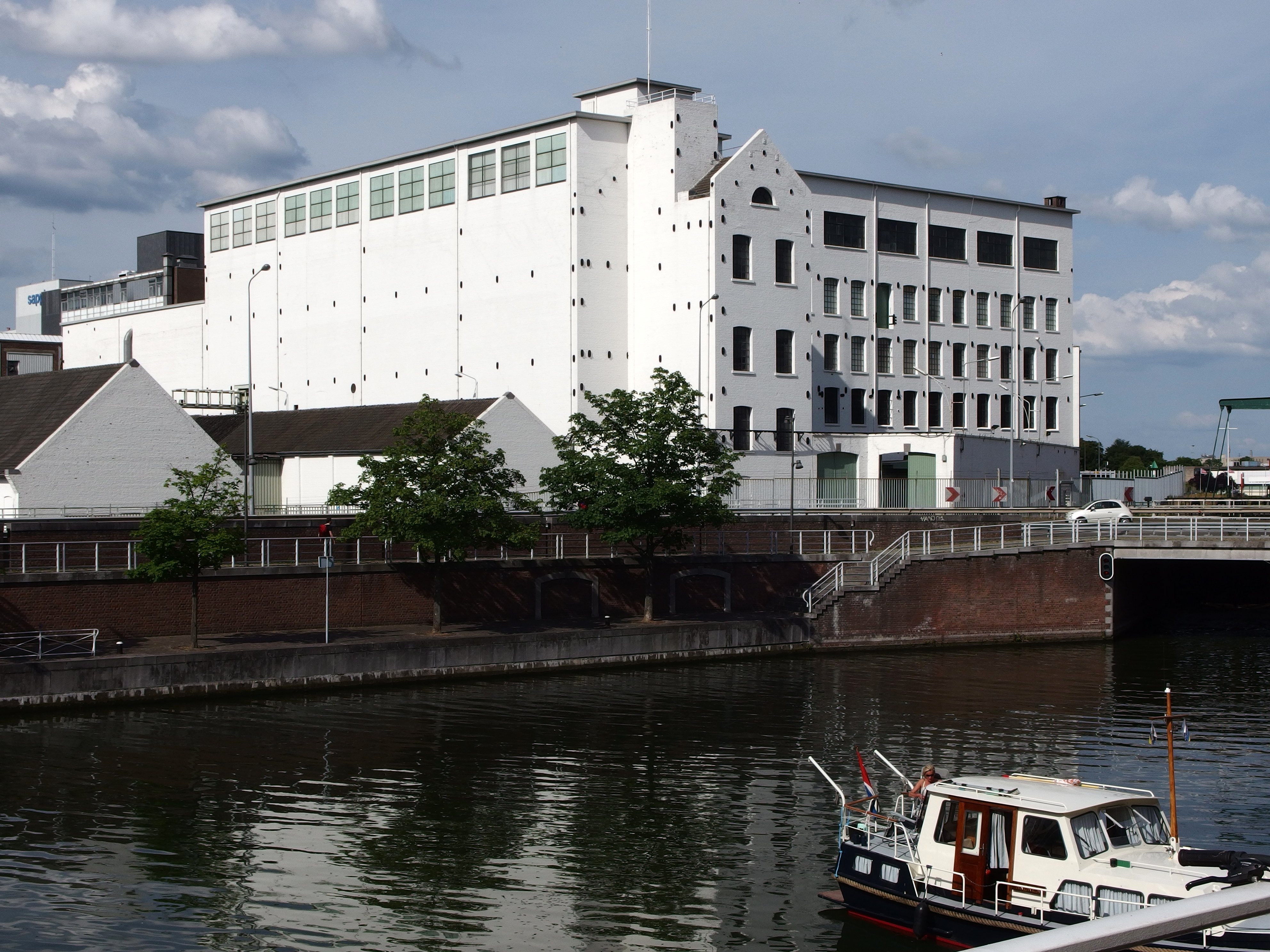
Blekerijgebouw Sappi
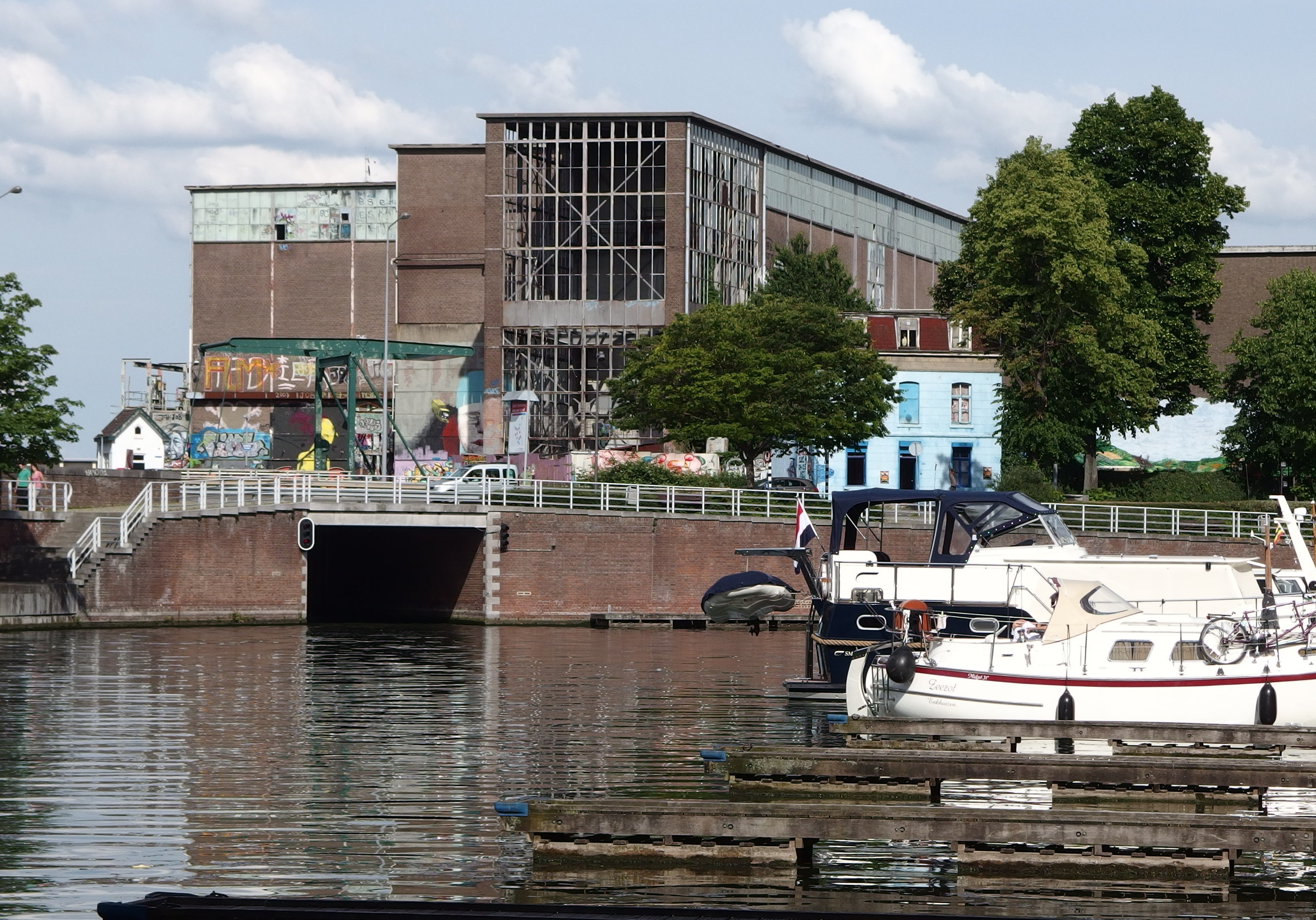
Landbouwbelang

### Bebouwing zuid- en westzijde
Aan de zuidzijde liggen langs de hoge kade enkele gerestaureerde pakhuizen en woongebouwen. Het Maastrichtsch Veem uit 1860 springt daarvan het meest in het oog. In het hoge, markante gebouw met neoromaanse elementen zijn nu woningen en kantoren gevestigd. In de oude werfkelders direct aan het water zijn cafés en restaurants gevestigd. Het havenkantoor naast de trap aan de westzijde wordt niet langer bemand door een havenmeester; betaalautomaten hebben die functie overgenomen. Het omstreeks 2000 gerestaureerde gebouwtje bestaat uit twee verdiepingen, die zowel vanaf de hoge als de lage kade betreden kunnen worden. Op de achtergrond is het witte Eiffelgebouw (1929-1941) dominant aanwezig.

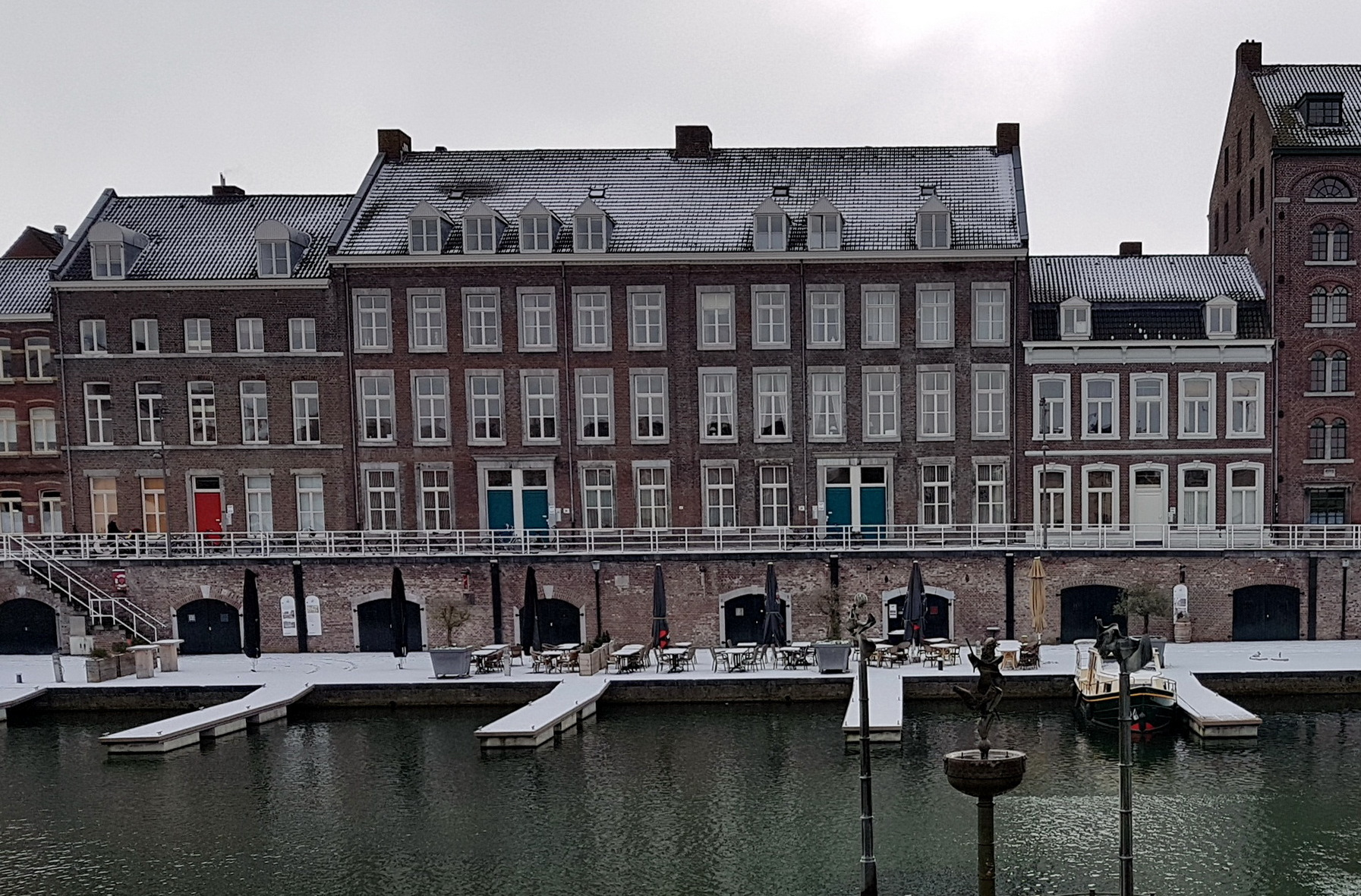
Gerestaureerde zuidzijde
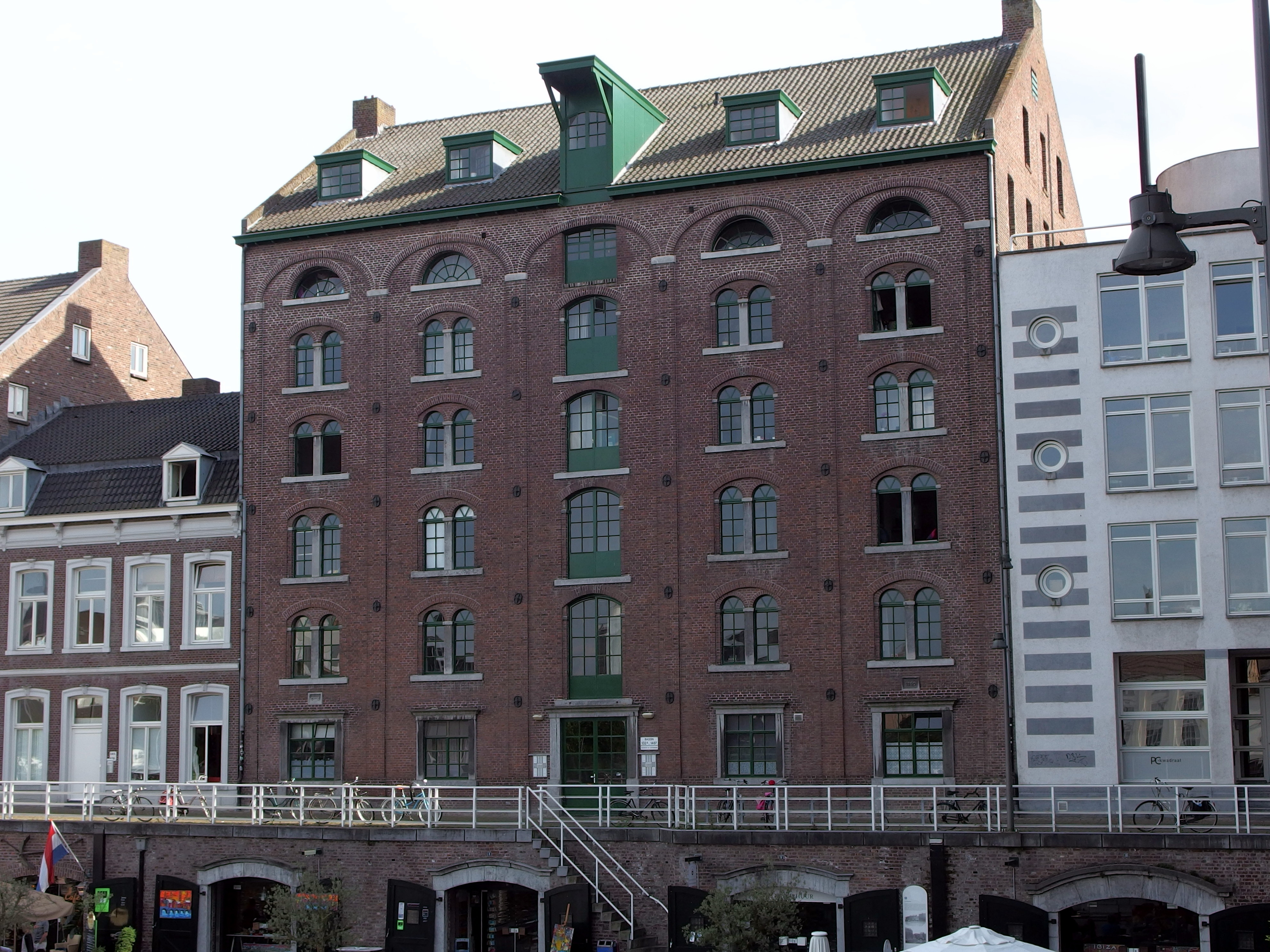
Maastrichtsch Veem
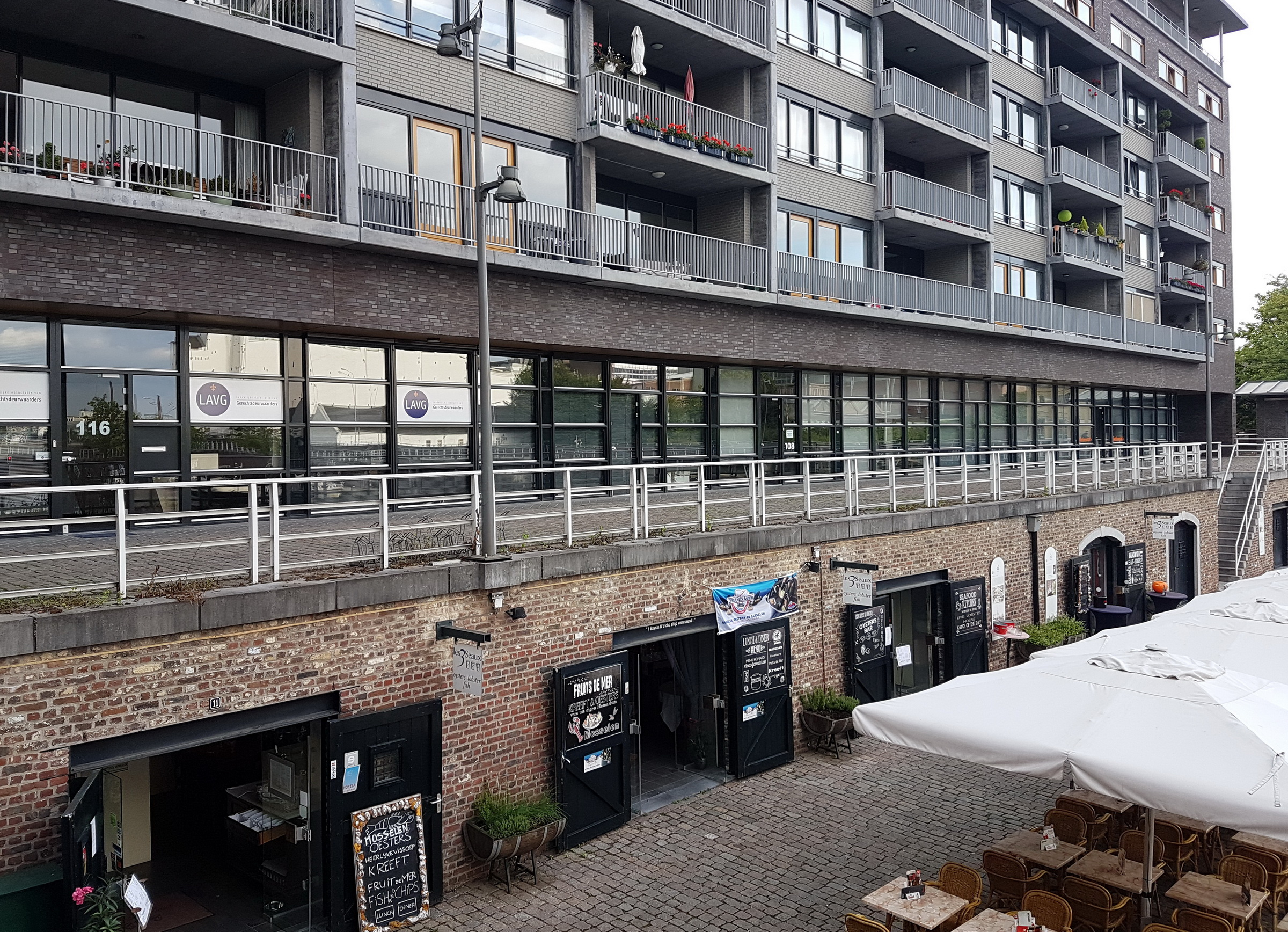
Werfkelders westzijde
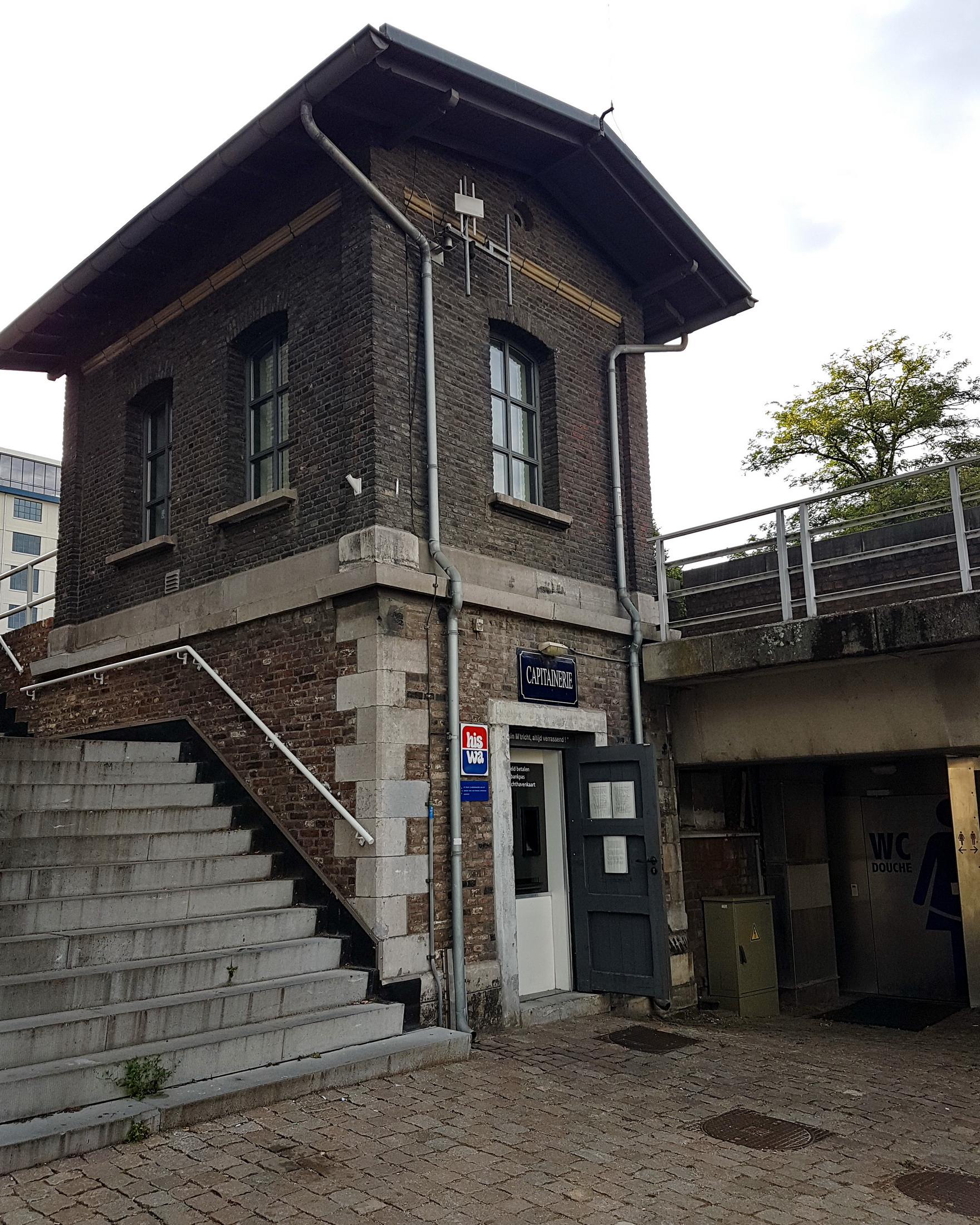
Havenmeestershuisje